# 純ブライド
『純ブライド』（ジューンブライド）は、吉田聡による日本の漫画。また、それをもとにした日本映画。『ヤングサンデー』（小学館）で、1987年3号から1988年13号まで連載。単行本は全3巻（小学館ヤングサンデーコミックス）。
成り行きから同棲を始めた茶（チャア）ボーこと茶稿夏美と織田純子。「夢見る子供」と「現実を知る大人」の狭間で2人は、夢と現実のギャップに思い悩みながら、不器用に生きていく。

## 映画

### キャスト
- 城田優
- 川村亜紀
- 鈴木裕樹
- 荒木宏文

### スタッフ
- 監督：廣田幹夫
- 脚本：高木裕治
- 主題歌：「愛の言葉」I-lulu
- 製作委員会：フォーサイド・ドット・コム ／ トルネード・フィルム
- 配給：トルネード・フィルム